# Challenge des Bains
Die Challenge des Bains existiert seit 1998 und ist das grösste und traditionellste Unihockey-Turnier der Romandie.

## Geschichte
Zu Beginn des Challenge des Bains waren nur Mannschaften aus der Schweiz zugelassen. 2013 nahm erstmals mit den Landskrona Falcons ein ausländisches Team teil. Als grosser Förderer des Turniers gilt Michel Ruchat, welcher nach seiner Pensionierung den Sport Unihockey in der Westschweiz fördert.

## Modus
In den Anfängen wurde in zwei 4er-Gruppen mit anschliessenden Rangierungs-Spielen gespielt. Seit rund drei Jahren stehen jeweils drei Mannschaften in einer Gruppe, welche um die Rangierungsspiele kämpfen.

## Gewinner
- 2013: Unihockey Fribourg
- 2014: Unihockey Fribourg
- 2015: UHC Waldkirch-St. Gallen
- 2016: Regazzi Verbano UH Gordola